# Фридрих Ердман (Анхалт-Кьотен-Плес)
Фридрих Ердман фон Анхалт-Кьотен-Плес (на немски: Friedrich Erdmann von Anhalt-Köthen--Pless; * 27 октомври 1731 в Кьотен; † 12 декември 1797 в Плес (Пшчина)) от род Аскани е княз на Анхалт-Кьотен-Плес (1765 – 1797).
Той е малкият син на княз Август Лудвиг фон Анхалт-Кьотен (1697 – 1755) и втората му съпруга графиня Христина Йоханна Емилия фон Промниц-Плес (1708 – 1732), дъщеря на граф Ердман II фон Промниц и Анна Мария, дъщеря на херцог Йохан Адолф I фон Саксония-Вайсенфелс.
По-големият му брат Карл Георг Лебрехт (1730 – 1789) става през 1755 г. княз на Анхалт-Кьотен.
Фридрих Ердман наследява през 1765 г. княжеството Плес. През 1767 г. крал Фридрих II от Прусия му дава официално княжеството Плес. Фридрих Ердман е до 1766 г. на служба в пруската войска и след това на френска служба, където става 1797 г. генерал-лейтенант.

## Фамилия
Фридрих Ердман се жени на 13 юни 1766 г. в дворец Вернигероде за племенницата си графиня Луиза Фердинанда цу Щолберг-Вернигероде (* 30 септември 1744; † 3 февруари 1784), дъщеря на граф Хайнрих Ернст фон Щолберг-Вернигероде (1716 – 1778) и втората му съпруга принцеса Христиана Анна Агнес фон Анхалт-Кьотен (1726 – 1790), по-голямата сестра на Фридрих Ердман. Те имат децата: 
- Емануел Ернст Ердман (1768 – 1808), слабоумен
- Фридрих Фердинанд (1769 – 1830), херцог на Анхалт-Кьотен

∞ 1. 1803 принцеса Луиза фон Шлезвиг-Холщайн-Зондербург-Бек (1783 – 1803), дъщеря на херцог Фридрих Карл Лудвиг фон Шлезвиг-Холщайн-Зондербург-Бек
∞ 2. 1816 графиня Юлия фон Бранденбург (1793 – 1848), незаконна дъщеря на крал Фридрих Вилхелм II
- Анна Емилия (1770 – 1830), наследничка на Плес

∞ граф Ханс Хайнрих VI фон Хохберг-Фюрстенщайн (1768 –1833)
- Бенедикта (1771 – 1773)
- Кристиана (1774 – 1783)
- Георг (1776 – 1777)
- Хайнрих (1778 – 1847), херцог на Анхалт-Кьотен

∞ 1819 принцеса Августа Ройс цу Кьостриц (1794 – 1855)
- Кристиан Фридрих (1780 – 1813), убит в битката при Кулм
- Лудвиг (1783 – 1841), княз на Анхалт-Кьотен-Плес